# 2024 у літературі

## Померли
- 1 січня — Трехлєбов Олексій Васильович, 66, російський письменник;
- 7 січня — Некрасовський Юрій Яковлевич, 85, український журналіст та письменник, туристичний діяч[1];
- 9 січня — Болгарин Ігор Якович, 94, радянський і російський письменник, режисер, сценарист та педагог;
- 10 січня — Террі Біссон, 81, американський письменник;
- 14 січня — Том Пардом, 87, американський письменник;
- 21 січня — Хаїт Євген Валерійович, 58, український  письменник-сатирик[2];
- 23 січня — Девід Кан, 93, американський історик, письменник та криптограф;
- 24 січня — Наварре Скотт Момадей, 89, американський письменник;
- 27 січня — Горан Петрович, 62, сербський письменник;
- 2 лютого — Крістофер Пріст, 80, англійський письменник-фантаст;
- 5 лютого — Плясовиця Юрій Олексійович, 75, український архітектор та письменник[3];
- 12 лютого — Молєва Ніна Михайлівна, 98, радянська і російська письменниця, історик, мистецтвознавець та педагог;
- 12 лютого — Гаврилюк Йосип Федорович, 78, український журналіст та письменник[4][5];
- 24 лютого — Браян Стейблфорд, 75, британський письменник-фантаст, літературознавець та соціолог;
- 28 лютого — Кононенко Петро Петрович, 92, український літературознавець, письменник та драматург, головний редактор журналу «Українознавство» (2000—2013)[6];
- 28 лютого — Винарський Валерій Абрамович, 85, український поет-пісняр, бард, письменник та диригент;
- 20 березня — Вернор Вінжі, 80, американський математик, інформатик та письменник-фантаст[7];
- 20 березня — Медеу Сарсеке, 88, казахстанський письменник[8];
- 21 березня — Фредерік Міттеран, 76, французький політик, письменник, режисер та сценарист, міністр культури Франції (2009—2012);
- 23 березня — Ніколае Манолеску, 84, румунський літературний критик та письменник;